# Josip Šušnjara
Josip Šušnjara (* 26. November 1971) ist ein kroatischer Poolbillardspieler.

## Karriere
Im März 2004 belegte Josip Šušnjara bei der Europameisterschaft den 17. Platz im 9-Ball. Bei der EM 2013 gelang ihm im 8-Ball erstmals der Einzug ins Achtelfinale, in dem er dem Russen Ruslan Tschinachow mit 4:8 unterlag. 2014 erreichte Šušnjara erneut das Achtelfinale im 8-Ball und im 14/1 endlos die Runde der letzten 32. Bei der EM 2015 erreichte er im 10-Ball das Achtelfinale, das er mit 4:8 gegen den Türken Saki Kanatlar mit 4:8 verlor und das Sechzehntelfinale im 8-Ball.
2014 war Šušnjara Teil der kroatischen Mannschaft, die bei der Team-Weltmeisterschaft das Achtelfinale erreichte.